# Чемпионат Европы по дзюдо 1954
Чемпионат Европы по дзюдо 1954 года прошёл 11 декабря в Брюсселе (Бельгия).

## Общий медальный зачёт
| Место | Страна         | Золото | Серебро | Бронза | Всего |
| ----- | -------------- | ------ | ------- | ------ | ----- |
| 1     | Франция        | 3      | 3       | 2      | 8     |
| 2     | Нидерланды     | 1      | 1       | 2      | 4     |
| 3     | Бельгия        | 1      | 0       | 0      | 1     |
| 4     | Великобритания | 0      | 1       | 2      | 3     |
| 5     | ФРГ            | 0      | 0       | 1      | 1     |
| 5     | Испания        | 0      | 0       | 1      | 1     |
| 5     | Италия         | 0      | 0       | 1      | 1     |
| 5     | Чехословакия   | 0      | 0       | 1      | 1     |
| Всего | Всего          | 5      | 5       | 10     | 20    |

## Медалисты
| Категория          | Золото                    | Серебро                     | Бронза                                                         |
| ------------------ | ------------------------- | --------------------------- | -------------------------------------------------------------- |
| 1-й дан            | Даниэль Утеле (Бельгия)   | Жильбер Брискин (Франция)   | Энрико Апарисио (Испания) Андре Колонж (Франция)               |
| 2-й дан            | Мишель Дюпре (Франция)    | Дуглас Янг (Великобритания) | Пит ван ден Гест (Нидерланды) Рихард Унтербургер (ФРГ)         |
| 3-й дан            | Бернар Паризе (Франция)   | Андре Колонж (Франция)      | Альфред Грэберт (Великобритания) Ян ван ден Хорст (Нидерланды) |
| Открытая категория | Антон Гесинк (Нидерланды) | Анри Куртин (Франция)       | Ги Кокиль (Франция) Никола Темпеста (Италия)                   |